# Páni z Horky

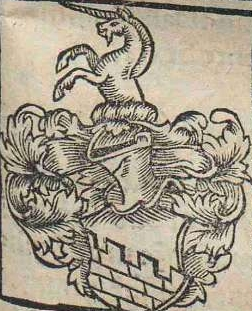
Erb Pánů z Horky

Páni z Horky (někdy též z Horek - Horečtí z Horky - de Horka - de Monte) jsou jedna z nejstarších moravských erbovních rodin, připomínaných už od 13. století. Roku 1641 byli Horečtí z Horky povýšeni do panského stavu a 11. prosince 1653 vzati mezi jeho starožitné rody.
Na Moravě připomínáni podle Horky nad Moravou (písemně připomínán 1250 - Pardus z Horky).
Celkem je ale v Čechách a na Moravě 18 lokalit s názvem Horka, podle některých se též psali jejich vlastníci z Horky. Otazníkem je jejich příbuznost s moravským rodem.

## Známí příslušníci rodu
- Sudomír z Horky - družiník krále Přemysla Otakara II. Založil pohraniční ves Sudoměřice na Hodonínsku. Vlastnil též Rohatec, Veselí nad Moravou, Vnorovy. Sudomír zemřel asi kolem roku 1264.

- Pustimír z Horky - bratr Sudimíra, založil Pustiměř u Vyškova.

- Tomáš Horka z Horky - kolem roku 1400 vlastnil tvrz v Heřmanicích u Litomyšle.[2]

- Gabriel Horecký z Horky - získává dědictvím po matce Alině Majláthkové panství Cimburk a Koryčany. Jeho chotí byla Kateřina Ecsi (Echy) z Uher. Přes matky byli spřízněni s uherským rodem Bánffy. Zemřel 24. června 1658. Je pochován v koryčanském kostele v hrobce pod hlavním oltářem.

- František Horecký z Horky - nar. 8. září 1618. Koupil Březolupy, Pohořelice a Zborovice. Jeho manželkou byla Markéta hraběnka Serenyová. Byl hejtmanem hradišťského kraje. Zemřel roku 1665.

- František Gabriel Horecký z Horky - hejtman hradišťského kraje. Jeho manželkou se stala Anna Marie Františka Horecká, rozená hraběnka Kolovratová. Zemřel 27. února 1703.

- Antoním Emerich Horecký z Horky - zemřel 14. března 1743.

## Erb
Mají ve štítu kosmo hradební zeď, nad štítem přilba s korunkou, v klenotu půl jednorožce.
Součástí znaku některých obcí, jejichž historie je spojena s rodem pánů z Horky, se staly části jejich erbu, např. Radslavice (jednorožec), Horka nad Moravou, Mouchnice (kosá hradba).